# 小行星9922
小行星9922（9922 Catcheller）是一颗绕太阳运转的小行星，为主小行星带小行星。该小行星于1981年3月2日发现。
小行星9922以長篇小說《第22條軍規》與作者約瑟夫·海勒命名。

## 轨道参数
小行星9922的轨道半长轴为2.4010191 UA，离心率为0.213。